# Szamosújfalu

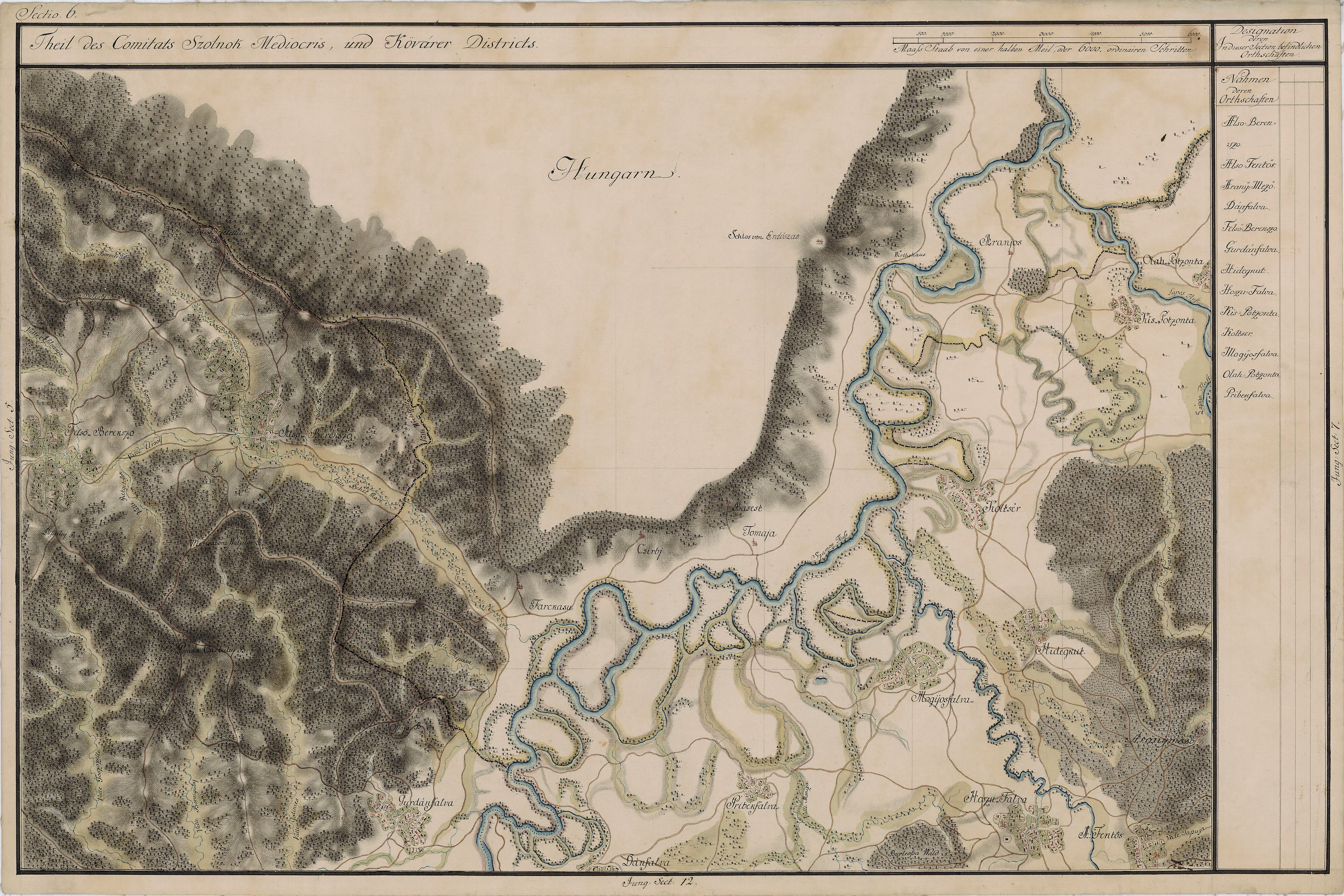
Szamosújfalu egy régi térképen

Szamosújfalu (románul: Buzești) település Romániában, a Partiumban, Máramaros megyében.

## Fekvése
Nagybányától délnyugatra, Kővárhosszúfalutól északnyugatra, a Szamos bal partja mellett, Erdőszáda, Tomány és Oláhtótfalu közt fekvő település.

## Története
Szamosújfalu nevét 1648-ban említette először oklevél Olah Uyfalu néven, mint I. Rákóczi György birtokát. 1808-ban Újfalu (Oláh-), Buzesti, 1851-ben Ujfalu (Oláh-), 1888-ban Oláh-Újfalu (Szirb), 1913-ban Szamosújfalu néven írták.
Újfalu egykor a meggyesi, majd az erdőszádai uradalomhoz tartozott és annak a sorsában osztozott. 1711-ben gróf Károlyi Sándor kapta meg. A 20. század elején is a gróf Károlyi család volt a falu nagyobb birtokosa.
1851-ben Fényes Elek írta a településről: „Szatmár vármegyében, 321 görög katholikus lakossal, anyatemplommal, sovány hegyes határral, tölgyes erdővel. Földesura gróf Károlyi.”
1910-ben 467 lakosából 456 görögkeleti ortodox, 10 magyar volt. Ebből 456 görögkatolikus, 11 izraelita volt.
A trianoni békeszerződés előtt Szatmár vármegye Nagybányai járásához tartozott.

## Nevezetességek
- Szent Mihály és Gábriel arkangyalok fatemplom[1]